# Nederlands landskampioenschap 1914-1915
Al campionato parteciparono diciotto squadre e lo Sparta Rotterdam vinse il titolo.

## Est
|   | Club               | G  | V | N | P  | GF | GS | Punti | DR  |                            |
| - | ------------------ | -- | - | - | -- | -- | -- | ----- | --- | -------------------------- |
| 1 | Vitesse            | 14 | 8 | 4 | 2  | 44 | 22 | 20    | +22 | Qualificata per la finale. |
| 2 | Go Ahead           | 14 | 8 | 2 | 4  | 32 | 24 | 18    | +8  |                            |
| 3 | Koninklijke UD     | 14 | 6 | 4 | 4  | 31 | 26 | 16    | +5  |                            |
| 4 | HVV Tubantia       | 14 | 6 | 4 | 4  | 23 | 24 | 16    | -1  |                            |
| 5 | Robur et Velocitas | 14 | 6 | 2 | 6  | 48 | 36 | 14    | +8  |                            |
| 6 | Quick Nijmegen     | 14 | 4 | 6 | 4  | 31 | 35 | 14    | -4  |                            |
| 7 | GVC Wageningen     | 14 | 3 | 2 | 9  | 21 | 38 | 8     | -17 |                            |
| 8 | Be Quick Zutphen   | 14 | 3 | 0 | 11 | 19 | 44 | 6     | -24 |                            |

G = Partite giocate; V = Vittorie; N = Nulle/Pareggi; P = Perse; GF = Goal fatti; GS = Goal subiti; DR = Differenza reti, PT = Punti

## Ovest
|    | Club             | G  | V  | N | P  | GF | GS | Punti | DR  |                            |
| -- | ---------------- | -- | -- | - | -- | -- | -- | ----- | --- | -------------------------- |
| 1  | Sparta Rotterdam | 18 | 13 | 2 | 3  | 61 | 26 | 28    | +35 | Qualificata per la finale. |
| 2  | Koninklijke HFC  | 18 | 11 | 2 | 5  | 48 | 25 | 24    | +23 |                            |
| 3  | HVV              | 18 | 11 | 2 | 5  | 58 | 32 | 24    | +26 |                            |
| 4  | Haarlem          | 18 | 8  | 3 | 7  | 32 | 38 | 19    | -6  |                            |
| 5  | UVV              | 18 | 6  | 5 | 7  | 22 | 31 | 17    | -9  |                            |
| 6  | DFC              | 18 | 7  | 3 | 8  | 26 | 44 | 17    | -18 |                            |
| 7  | USV Hercules     | 18 | 6  | 4 | 8  | 28 | 32 | 16    | -4  |                            |
| 8  | VOC              | 18 | 6  | 4 | 8  | 26 | 34 | 16    | -8  |                            |
| 9  | HBS              | 18 | 5  | 3 | 10 | 23 | 37 | 13    | -14 |                            |
| 10 | HC & CV Quick    | 18 | 2  | 2 | 14 | 22 | 47 | 6     | -15 |                            |

G = Partite giocate; V = Vittorie; N = Nulle/Pareggi; P = Perse; GF = Goal fatti; GS = Goal subiti; DR = Differenza reti, PT = Punti

## Finale per il titolo
| Squadra 1 | Totale               | Squadra 2        | Andata | Ritorno |
| --------- | -------------------- | ---------------- | ------ | ------- |
| Vitesse   | Una vittoria a testa | Sparta Rotterdam | 2 - 1  | 1 - 4   |

## Spareggio per il titolo
| Squadra 1 | Risultato | Squadra 2        |
| --------- | --------- | ---------------- |
| Vitesse   | 0 – 3     | Sparta Rotterdam |

Lo Sparta Rotterdam vince il titolo.